# هربرت تي. أميس
هربرت تي. أميس هو محامي وسياسي أمريكي، ولد في 7 يونيو 1844 في مقاطعة تيوجا في الولايات المتحدة، وتوفي في 3 أغسطس 1936.